# Gasztony
Gasztony (deutsch Gasting) ist eine ungarische Gemeinde im Kreis Szentgotthárd im Komitat Vas.

## Geografische Lage
Gasztony liegt im Westen des Landes, 32 Kilometer südwestlich des Komitatssitzes Szombathely, 13 Kilometer östlich der Kreisstadt Szentgotthárd, am linken Ufer des Flusses Rába und grenzt im Norden an Österreich (Burgenland). Die höchste Erhebung der  Gemeinde ist 270 Meter hoch und befindet sich im Waldgebiet nördlich des Ortes. Nachbargemeinden sind Rátót, Rábagyarmat, Hegyhátszentmárton und Csákánydoroszló.

## Geschichte
Gasztony, 1269 gegründet, war Teil des Komitats Vas und vor 1848 geprägt durch die Familien reicher Großgrundbesitzer wie der Gasztonys, Zelles, Szélls und Csehs. Bekannt war der Ort um 1900, durch den hier geborenen ungarischen Ministerpräsidenten Kálmán Széll, der im Nachbarort Rátót wohnte. Im Jahr 1913 gab es in der damaligen Kleingemeinde 155 Häuser und 823 Einwohner auf einer Fläche von 1874 Katastraljochen. Sie gehörte zu dieser Zeit zum Bezirk Szentgotthárd im Komitat Vas.

## Kultur und Sehenswürdigkeiten
- Dezső-Piller-Gedenktafel, erschaffen von József Marosits
- Kálmán-Széll-Gedenktafel, erschaffen von József Marosits
- Marienstatue mit Kind aus dem Jahr 1941
- Römisch-katholische Kirche Sarlós Boldogasszony, erbaut 1775 im spätbarocken Stil
- Schloss Pázmándy (Pázmándy-kastély), erbaut Ende des 18. Jahrhunderts im barocken Stil, ehemals Kulturhaus, heute Rathaus

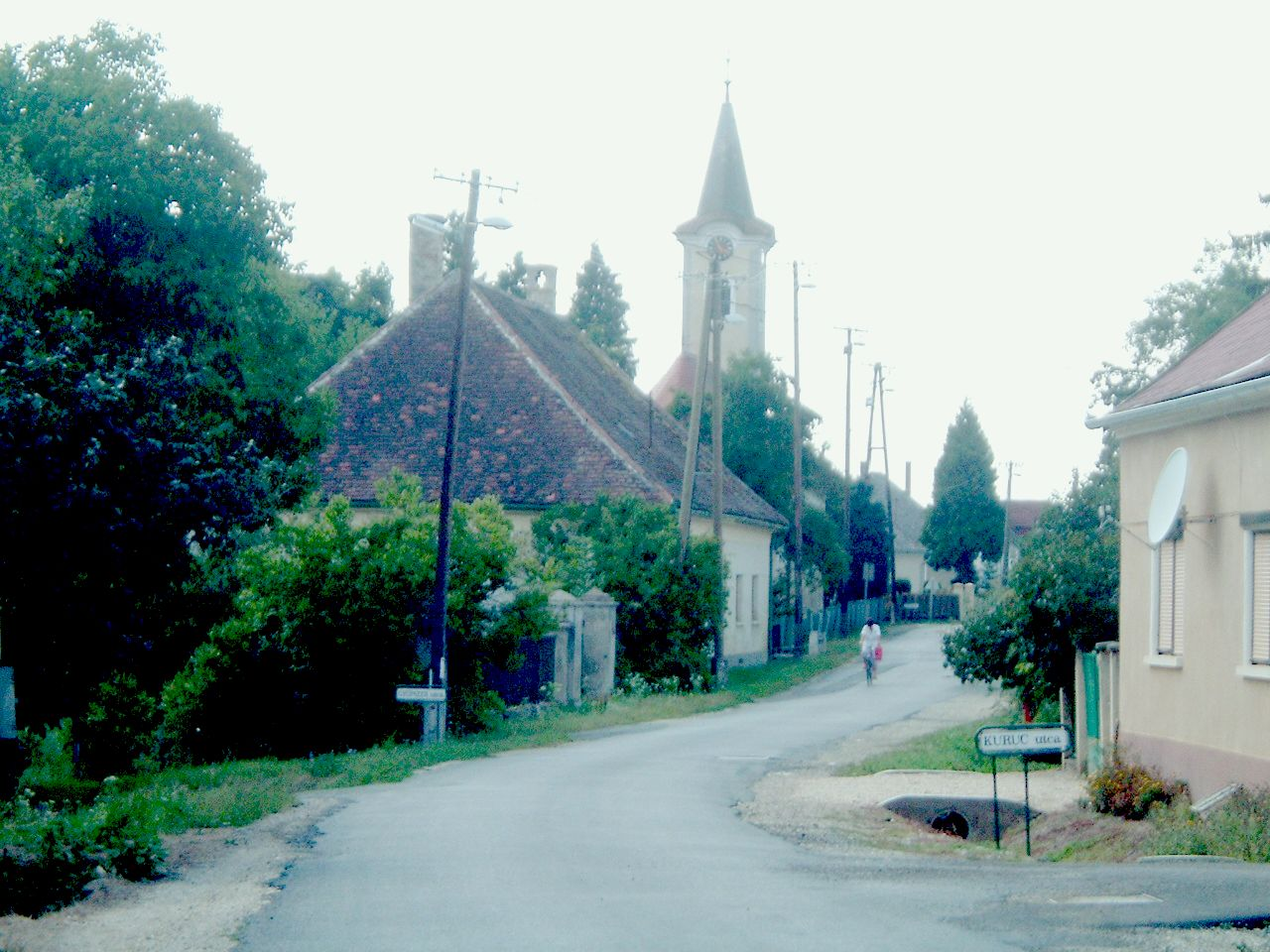
Ortskern
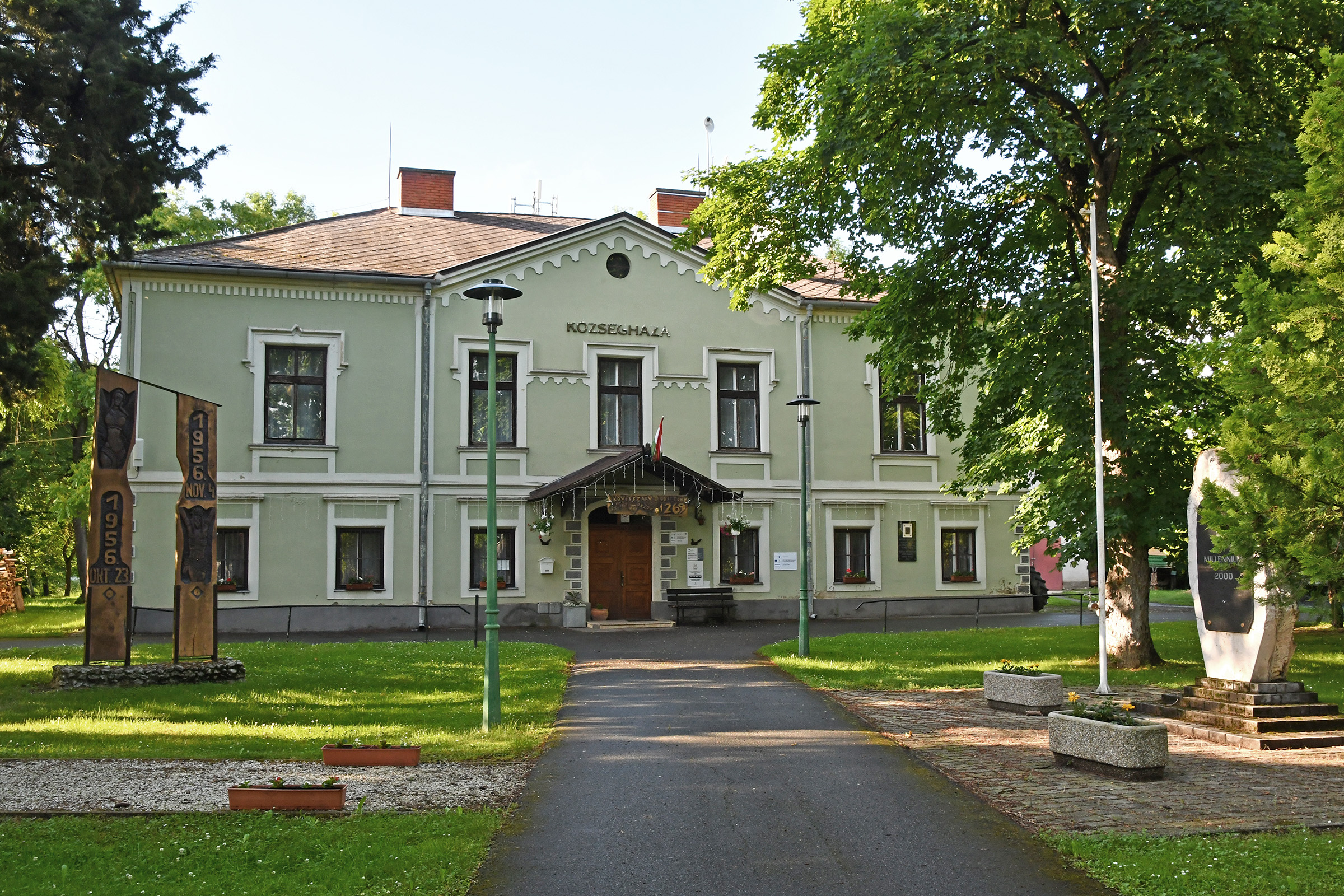
Rathaus
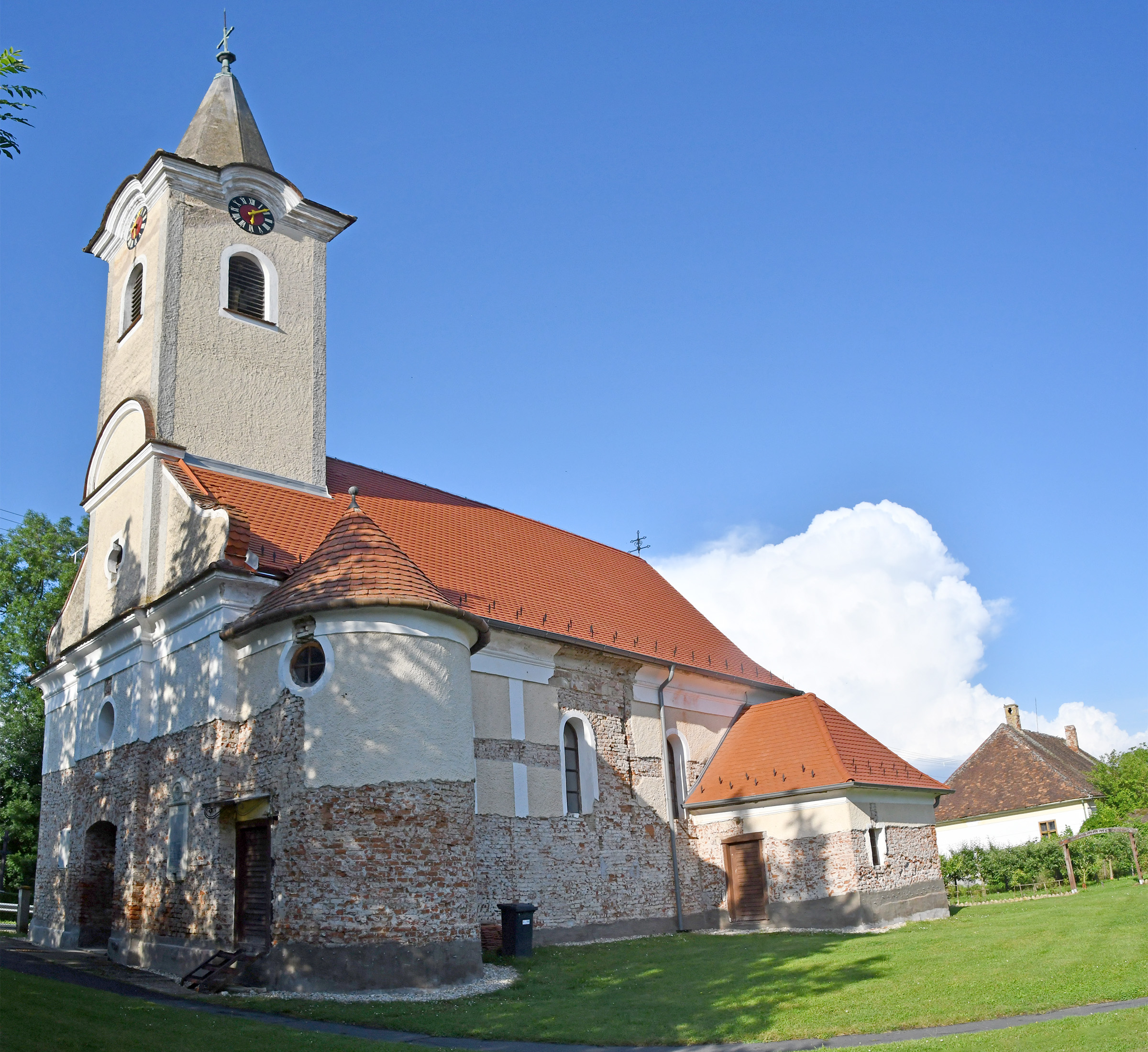
Römisch-katholische Kirche Sarlós Boldogasszony
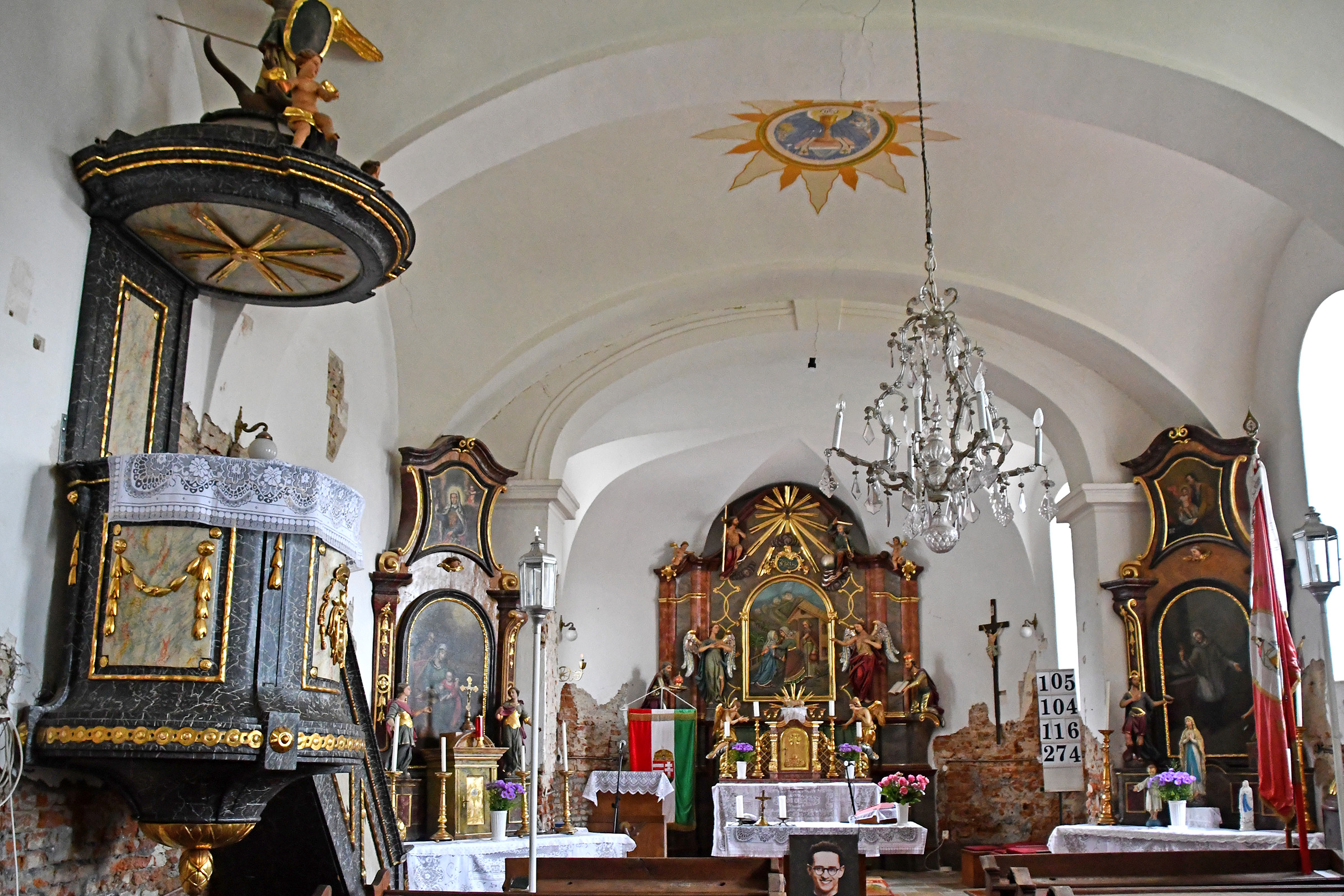
Innenraum der Kirche

## Verkehr
Gasztony liegt an der Bahnlinie Szombathely-Fehring, die Teil der Ungarischen Westbahn ist. Durch den Ort führt die Hauptstraße Nr. 8 (Europastraße 66). Es bestehen Busverbindungen nach Körmend und Szentgotthárd.

## Söhne und Töchter der Gemeinde
- Kálmán Széll (1843–1915), Ministerpräsident Ungarns
- Dezső Varjú (1932–2013), Physiker und Professor für Biokybernetik[3]